# Black Anvil
Black Anvil (dt. Schwarzer Amboss) ist eine US-amerikanische Extreme-Metal-Band aus New York City, New York, die im Jahr 2007 gegründet wurde.

## Geschichte
Die Band wurde im Jahr 2007 gegründet und bestand aus dem Bassisten und Sänger Paul Delaney, dem Gitarristen und Sänger Gary Bennett und dem Schlagzeuger und Sänger Raeph Glicken. Der Name stammte von Bennett, der den Namen aus einer Black-Sabbath-Referenz und einem Lied von Judas Priest entlieh. Nachdem die Band einen Vertrag bei Monumentum Records unterzeichnet hatte, erschien hierüber im Oktober 2008 das Debütalbum Time Insults the Mind. Das Album war innerhalb eines Wochenendes in einem Tonstudio eines Freundes in Queens aufgenommen worden. Nach der Veröffentlichung folgten Auftritte in ganz New York. Im Juni 2009 unterzeichnete die Band einen Plattenvertrag bei Relapse Records. Im Januar 2010 begab sich die Band in das Tonstudio von Mark Mendoza von Twisted Sister mit dem Produzenten George Fullan. Im September erschien das zweite Album unter dem Namen Triumvirate. Im Herbst wurde über Relapse Records das Debütalbum zudem wiederveröffentlicht. Im März trat Black Anvil auf dem Scion Rock Fest in Ohio zusammen mit Voivod, Black Tusk und Brutal Truth auf. Zudem ging es auf eine Tour durch die USA, wobei die Tour jedoch mit zwei Auftritten in Kanada beendet wurde. Eine weitere US-Tour zusammen mit Behemoth, Watain und Withered. Im August 2010 wurde jedoch bekanntgegeben, dass das Behemoth-Mitglied Adam Michał „Nergal“ Darski erkrankt war, weshalb die Band aus der Tour ausstieg. Im selben Monat spielte Black Anvil auf dem Hostile City Deathfest in Philadelphia. Vom 6. November bis 4. Dezember 2010 ging die Band zusammen mit Watain und Goatwhore auf Tour. Im Mai und Juni 2011 ging es auf eine Tournee zusammen mit Aura Noir, EyeHateGod und Marduk. Im Mai 2012 ging es auf eine weitere Tour zusammen mit Watai. Im Herbst desselben Jahres kam der Gitarrist Sos als viertes Mitglied zur Besetzung. Am 21. Dezember 2012 spielte die Gruppe zusammen mit Evoken und Saint Vitus in Brooklyn. Im Februar 2013 spielte die Band auf dem Winter’s Wake in Pittsburgh. 2014 erschien über Relapse Records das dritte Album Hail Death, das unter der Leitung von J. Robbins von Jawbox aufgenommen worden war.

## Stil
Die Bandbiografie auf metalstorm.net gibt an, dass die Band Gruppen wie Poison Idea, Celtic Frost, Black Sabbath, Metallica, Agnostic Front, Possessed, Sodom, Kreator, Carnivore, Venom, Twisted Sister, Mercyful Fate, Darkthrone, Bad Brains und Black Flag als ihre Einflüsse angegeben hat. In der Bandbiografie auf relapse.com gab Paul Delaney an, für Hail Death durch das Kiss-Album Destroyer und das Metallica-Album Master of Puppets beeinflusst worden zu sein. Die Band selbst bezeichnet sich als Black-Metal-Band, obwohl hierzu der traditionelle Bezug zum Satanismus fehlt. Auch Eduardo Rivadavia von Allmusic fand, dass die Band nach skandinavischem Black Metal klingt. Auch Thomas Strater vom Metal Hammer gab an, dass die Gruppe auf Hail Death nordischen Black Metal spielt, der jedoch abwechslungsreicher als gewöhnlich und durch Einflüsse aus Doom Metal und Heavy Metal angereichert worden sei. Im Interview mit Strater gab Delaney an, dass das Album vom Thema Tod handelt. Christian Kruse vom Metal Hammer fühlte sich beim Hören von Time Insults the Mind an das Celtic-Frost-Lied Dethroned Emperor erinnert. Auch er ordnete das Album dem Black Metal zu. Man könne dem Album Einflüsse von Gruppen wie Celtic Frost, Venom und Possessed anhören. Auf dem Tonträger gebe es „sachdienlich produzierte Killer-Riffs, schroffe Härte, unprätentiösen Gesang – und dankenswerterweise nur das absolute Minimum an Imageträchtigen Sperenzchen“. Die käme dem Hardcore Punk gleich, wobei Mitglieder von Black Anvil bereits zuvor bei der Hardcore-Punk-Band Kill Your Idols tätig gewesen seien. Das Album hätte aber sonst nichts mit Hardcore Punk gemeinsam. Patrick Schmidt vom Rock Hard gab an, dass die ersten beiden Alben dem Black Metal zuzuordnen sind. Auf dem dritten Album sei jedoch neben Black Metal auch Thrash Metal, Doom Metal, Hardcore Punk und traditioneller Metal verarbeitet worden. Im Interview mit Schmidt gab Delaney ebenfalls an, dass man sich für Hail Death produktionstechnisch an Destroyer und Master of Puppets orientiert hat.

## Diskografie
- 2008: Time Insults the Mind (Album, Monumentum Records)
- 2010: Triumvirate (Album, Relapse Records)
- 2014: Hail Death (Album, Relapse Records)
- 2017: As Was (Album, Relapse Records)